# جيقة
جيقة هي قرية في مقاطعة هريس، إيران. عدد سكان هذه القرية هو 1,156 في سنة 2006.